# 吉爾·埃爾澤納
吉爾·埃爾澤納（Gilles Elseneer，1978年3月6日—）出生于布鲁塞尔，是一位比利時男子職業網球運動員，他于1998年转为职业球员，2007年正式退役，退役后他转型担任教练。

## 外部連結
- 吉爾·埃爾澤納（英文/西班牙文）的官方資料
- 吉爾·埃爾澤納的國際網球總會 職業／青少年 官方資料（英文）
- 吉爾·埃爾澤納的官方資料（英文）